# Tokelauanos
Los tokelauanos son el pueblo indígena polinesio de Tokelau, un grupo de islas en la Polinesia, en el Océano Pacífico. El idioma nativo de los habitantes de Tokelau es el tokelauano.
Las islas de origen del grupo son un territorio dependiente de Nueva Zelanda. El 77% de la población de Tokelau de 1.650 es de ascendencia tokelauana, mientras que 8.676 tokelauanos viven en Nueva Zelanda. Un pequeño número también vive en Samoa.

## Idioma
El idioma tokelauano es parte de la familia de lenguas polinesias. La mayoría de los habitantes de Tokelau hablan con fluidez el inglés y el tokelauano. Hay aproximadamente 4000 hablantes, la mayoría de los cuales viven en Nueva Zelanda.

## Diáspora
La mayoría de los tokelauanos viven en Nueva Zelanda, concentrada en Hutt Valley, Porirua y Auckland. Son el sexto grupo étnico de isleños del Pacífico más grande de Nueva Zelanda y uno de los más desfavorecidos socioeconómicamente. La migración a Nueva Zelanda comenzó en la década de 1950 y aumentó en la de 1960 bajo un plan de reasentamiento del gobierno impulsado por temores de superpoblación y un ciclón tropical que azota las islas. La población tokelauana de Nueva Zelanda superó a la de Tokelau en 1976, y la inmigración disminuyó después de ese punto.

## Cultura

### Religión
A partir de 2019, el 50,4% de las personas pertenecen a la iglesia cristiana congregacional, mientras que el 38,7% pertenece a la iglesia católica. El resto de la población se adhiere a diversas denominaciones cristianas como la presbiteriana. El catolicismo romano se practica principalmente en la capital, Nukunonu, mientras que los habitantes de las islas de Atafu y Fakaofo se adhieren al congregacionalismo. Antes de la llegada del cristianismo, los habitantes de Tokelau adoraban a un dios llamado Tui Tokelau.

### Deportes
El netball, el rugby, el fútbol y el cricket son populares en Tokelau. Los Juegos de Tokelau se llevan a cabo anualmente.